# Оргебас
Оргеба́с (каз. Өргебас) — село у складі Мактааральського району Туркестанської області Казахстану. Входить до складу Жанажольського сільського округу.
До 2000 року село називалось Кірово.
Населення — 1233 особи (2021; 1505 у 2009, 1012 у 1999, 895 у 1989).